# أندريا سبندوليني سيريكس
أندريا سبندوليني سيريكس (من مواليد 11 سبتمبر 2004) هي لاعبة غطس محترفة بريطانية فرنسية مثلت بريطانيا العظمى وإنجلترا في المنافسات الدولية، في عام 2022 حققت الميدالية الذهبية العالمية للناشئين، والميدالية الذهبية الأوروبية مرتين، والميدالية الذهبية في ألعاب الكومنولث مرتين، وبطلة وطنية مرتين في حدثي منصة 10 متر ومنصة 10 متر متزامن، بالإضافة إلى ميدالية عالمية في حدث الفريق.
في عام 2024 فازت بالميدالية الذهبية في حدث الفريق في بطولة العالم للألعاب المائية 2024. والميدالية البرونزية في منصة 10 متر. وتبعتها ميدالية برونزية في حدث منصة 10 متار متزامن، شاركت في دورة الألعاب الأولمبية الصيفية 2024 في باريس، فرنسا وفازت بالميدالية البرونزية مع لويس تولسون في حدث 10 متر متزامن.